# بوبی سیمها
بوبی سیمها (انگلیسی: Bobby Simha؛ زادهٔ ۶ نوامبر ۱۹۸۳) هنرپیشه اهل کشور هند است.
وی در سال ۲۰۱۴ برنده جایزه فیلم‌فیر جنوب بهترین بازیگر نقش مکمل مرد و جایزه ملی فیلم بهترین بازیگر نقش مکمل مرد شده‌است.
او در فیلم اوباش، قلب یخی، نگران نباش، روزهای بنگلور و واسانتا مولای بازی کرده‌است.